# نوکیا ایکس۳
نوکیا اکس۳ یک نمونه از گوشی‌های تلفن همراه سری اکس شرکت نوکیا است که به وسیله همین شرکت به بازار عرضه شده است. این گوشی در کنار نوکیااکس ۶ جزو اولین گوشی سری اکس نوکیا محسوب می‌شود. اکس ۳ یک گوشی ارزان قیمت به حساب می‌آید. ظاهر اکس ۳ شیک و جمع و جور است. اکس۳ در رنگ‌های مشکی-آبی و مشکی-قرمز عرضه می‌شود. از دیگر محاسن این گوشی می‌توان مقرون به صرفه گی آن را نام برد. اکس ۳ با دارا بودن بلندگوهای استریو نظر خیلی از علاقه‌مندان به موسیقی را به خود جلب کرده است.